# Katja Snoeijs
Katja Snoeijs (Amstelveen, 31 augustus 1996) is een Nederlands voetbalspeelster die als aanvalster speelt voor Everton in de Engelse Women's Super League
Snoeijs begon op vijfjarige leeftijd bij de jongens van Sporting Martinus uit Amstelveen, en stapte na de B-junioren over naar het eerste vrouwenelftal van S.V. Fortuna Wormerveer. Met Fortuna Wormerveer promoveerde ze naar de topklasse.
Zowel in het seizoen 2016–17 (bij Telstar) als in het seizoen 2017–18 (bij VV Alkmaar) werd Katja Snoeijs topscoorder van de Eredivisie. In de zomer van 2018 maakte ze de overstap naar PSV. In juni 2020 sloot ze een tweejarig contract met FC Girondins de Bordeaux in de hoogste Franse voetbaldivisie. Na twee seizoenen maakte Snoeijs de overstap naar Everton in de Engelse Women's Super League. Hier verlengde ze in mei 2024 haar contract met twee seizoenen, tot medio 2026.

## Statistieken
| Seizoen | Club                  | Land      | Competitie           | Wedstrijden | Doelpunten |
| ------- | --------------------- | --------- | -------------------- | ----------- | ---------- |
| 2015/16 | Telstar               | Nederland | Eredivisie           | 21          | 7          |
| 2016/17 | Telstar               | Nederland | Eredivisie           | 24          | 21         |
| 2017/18 | VV Alkmaar            | Nederland | Eredivisie           | 25          | 25         |
| 2018/19 | PSV                   | Nederland | Eredivisie           | 24          | 20         |
| 2019/20 | PSV                   | Nederland | Eredivisie           | 12          | 13         |
| 2020/21 | Girondins de Bordeaux | Frankrijk | Division 1 Féminine  | 21          | 9          |
| 2021/22 | Girondins de Bordeaux | Frankrijk | Division 1 Féminine  | 21          | 10         |
| 2022/23 | Everton               | Engeland  | Women's Super League | 21          | 7          |
| 2023/24 | Everton               | Engeland  | Women's Super League | 19          | 3          |
| 2024/25 | Everton               | Engeland  | Women's Super League | 5           |            |
| Totaal  | Totaal                | Totaal    | Totaal               | 169         | 112        |

Laatste update: 3 juni 2022

## Interlands
Katja Snoeijs debuteerde op 8 november 2019 voor de Oranje Leeuwinnen toen ze in de tweede helft inviel in de uitwedstrijd tegen Turkije. Op 23 oktober 2020 stond zij voor het eerst in de basis bij Oranje tijdens de EK-kwalificatiewedstrijd tegen Estland, en scoorde toen ook haar eerste doelpunt. In beide EK-kwalificatiewedstrijden tegen Kosovo (27 oktober en 1 december 2020) scoorde Snoeijs een hattrick. "Het is een tegenstander die me goed ligt", glimlachte ze na afloop van de thuiswedstrijd in Breda.
| Interlanddoelpunten (Bijgewerkt tot en met 1 december 2020) | Interlanddoelpunten (Bijgewerkt tot en met 1 december 2020) | Interlanddoelpunten (Bijgewerkt tot en met 1 december 2020) | Interlanddoelpunten (Bijgewerkt tot en met 1 december 2020) | Interlanddoelpunten (Bijgewerkt tot en met 1 december 2020) | Interlanddoelpunten (Bijgewerkt tot en met 1 december 2020) | Interlanddoelpunten (Bijgewerkt tot en met 1 december 2020) |
| ----------------------------------------------------------- | ----------------------------------------------------------- | ----------------------------------------------------------- | ----------------------------------------------------------- | ----------------------------------------------------------- | ----------------------------------------------------------- | ----------------------------------------------------------- |
|                                                             |                                                             |                                                             |                                                             |                                                             |                                                             |                                                             |
| Goal                                                        | Datum                                                       | Locatie                                                     | Tegenstander                                                | Score                                                       | Uitslag                                                     | Competitie                                                  |
| 1.                                                          | 23 oktober 2020                                             | Euroborg, Groningen, Nederland                              | Estland                                                     | 7–0                                                         | 7–0                                                         | EK-kwalificatie                                             |
| 2.                                                          | 27 oktober 2020                                             | Fadil Vokrristadion, Pristina, Kosovo                       | Kosovo                                                      | 2-0                                                         | 6-0                                                         | EK-kwalificatie                                             |
| 3.                                                          | 27 oktober 2020                                             | Fadil Vokrristadion, Pristina, Kosovo                       | Kosovo                                                      | 4-0                                                         | 6-0                                                         | EK-kwalificatie                                             |
| 4.                                                          | 27 oktober 2020                                             | Fadil Vokrristadion, Pristina, Kosovo                       | Kosovo                                                      | 6-0                                                         | 6-0                                                         | EK-kwalificatie                                             |
| 5.                                                          | 1 december 2020                                             | Rat Verlegh Stadion, Breda, Nederland                       | Kosovo                                                      | 1-0                                                         | 6-0                                                         | EK-kwalificatie                                             |
| 6.                                                          | 1 december 2020                                             | Rat Verlegh Stadion, Breda, Nederland                       | Kosovo                                                      | 4-0                                                         | 6-0                                                         | EK-kwalificatie                                             |
| 7.                                                          | 1 december 2020                                             | Rat Verlegh Stadion, Breda, Nederland                       | Kosovo                                                      | 6-0                                                         | 6-0                                                         | EK-kwalificatie                                             |

## Privé
Katja Snoeijs is afgestudeerd aan de Academie voor Lichamelijke Opvoeding (ALO) in Amsterdam.